# سورة التكوير
سورة التكوير هي مكية باتفاق، من المفصل، آياتها 29، وترتيبها في المصحف 81، في الجزء الثلاثين، بدأت بأسلوب شرط ﴿إِذَا الشَّمْسُ كُوِّرَتْ ۝١﴾ [التكوير:1]، نزلت بعد سورة المسد. تُسمََّى أيضًا سورة كُوِّرَتْ، أو سورة إِذَا الشَّمْسُ كُوِّرَتْ.

## محور مواضيع السورة
يَدُورُ مِحْوَرُ السُّورَةِ حَوْلَ حَقِيقَتَينِ هَامَّتَينِ هُمَا: (حَقِيقَةِ القِيَامَةِ)، وَحَقِيقَةِ (الوَحْيِ وَالرِّسَالَةِ) وَكِلاَهُمَا مِنْ لَوَازِمِ الإِيمَانِ.

## سبب نزول السورة
عن سلمان بن موسى قال: «لما أنزل الله عز وجل ﴿لِمَنْ شَاءَ مِنْكُمْ أَنْ يَسْتَقِيمَ ۝٢٨﴾ [التكوير:28] قال ذلك إلينا إن شئنا استقمنا وإن لم نشأ لم نستقم فأنزل الله تعالى ﴿وَمَا تَشَاءُونَ إِلَّا أَنْ يَشَاءَ اللَّهُ رَبُّ الْعَالَمِينَ ۝٢٩﴾ [التكوير:29].»

## مناسبتها لما قبلها
توضح كل من عبس والنازعات أهوال القيامة وشدائدها، ففي سورة عبس قال تعالى: ﴿فَإِذَا جَاءَتِ الصَّاخَّةُ ۝٣٣ يَوْمَ يَفِرُّ الْمَرْءُ مِنْ أَخِيهِ ۝٣٤﴾ [عبس:33–34] وفي هذه السورة قال سبحانه: إِذَا الشَّمْسُ كُوِّرَتْ.. إلخ، فلما ذكر سبحانه الطامة والصاخة في خاتمتي السورتين المتقدمتين، أردفهما بذكر سورتين مشتملتين على أمارات القيامة وعلامات يوم الجزاء.

## غريب الكلمات
- ﴿كُوِّرَتْ﴾: لفّت وطويت وأزيل ضياؤها ونورها.
- ﴿انْكَدَرَتْ﴾: تساقطت وتهاوت على الأرض ومحي ضوؤها.
- ﴿سُيِّرَتْ﴾: أزيلت عن مواضعها بزلزلة الأرض، وبددت في الجو، فصارت هباء منبثا.
- ﴿الْعِشارُ﴾: النوق الحوامل التي مضى على حملها عشرة أشهر، وهي كرائم أموال العرب جمع عشراء.
- ﴿عُطِّلَتْ﴾: تركت مهملة بلا راع وبلا حلب، لما دهاهم من الأمر.
- ﴿سُجِّرَتْ﴾: أوقدت.
- ﴿زُوِّجَتْ﴾: قرنت الأرواح بالأجساد.
- ﴿الْمَوْؤُدَةُ﴾: سُئِلَتْ البنت التي تدفن حية خوف العار والحاجة.
- ﴿كُشِطَتْ﴾: قلعت كما يقلع السقف.
- ﴿سُعِّرَتْ﴾: أجِّجَت وأوقدت إيقادا شديدا.
- ﴿أُزْلِفَتْ﴾: قرّبت وأدنيت لأهلها المتقين.
- ﴿ما أَحْضَرَتْ﴾: أي ما قدمت من خير أو شر، وما أَحْضَرَتْ جواب أول السورة.
- ﴿ضَنِينٍ﴾: أي ببخيل، وقرئ «بظنين» بالظاء، أي بمتهم.
- ﴿عَسْعَسَ﴾: أقبل بظلامه، أو أدبر، وقال كثير من علماء الأصول: عَسْعَسَ تستعمل في الإقبال والإدبار على وجه الاشتراك، فعلى هذا يصح أن يراد كل منهما، والله أعلم.[4]
- ﴿تَنَفَّسَ﴾: أضاء وظهر نوره.[5]

## الفقه في سورة التكوير
1. لله أن يقسم بما شاء من مخلوقاته من حيوان وجماد، وإن لم يعلم وجه الحكمة في ذلك، كما قال القرطبي.
2. أقسم الله تعالى بجميع الكواكب التي تخنس (تختفي) بالنهار وعند غروبها، وخنوسها: غيبتها عن البصر بالنهار، والتي تجري في أفلاكها، وتكنس، وكنوسها: ظهورها للبصر في الليل، كما يظهر الظبي أو الوحش من كناسه، ثم تغيب وتستتر في مغيبها تحت الأفق، لما في تحركها وظهورها مرة، واختفائها مرة أخرى من الدليل على قدرة خالقها ومصرّفها. وأقسم الله أيضا بالليل إذا أقبل بظلامه لما فيه من السكون والرهبة، وبالصبح إذا أضاء وامتد حتى يصير نهارا واضحا، لما فيه من التفتح والبهجة. والمقسم المحلوف عليه هو أن القرآن الكريم نزل به جبريل: ﴿تَنْزِيلٌ مِنْ رَبِّ الْعَالَمِينَ ۝٨٠﴾ [الواقعة:80]. وإنما نسب الكلام إلى جبريل عليه السلام باعتبار أنه الواسطة بين الله وبين أنبيائه ورسله.
3. ردّ الله تعالى على المشركين المتقولين بأن محمدا صلّى الله عليه وسلّم ليس بمجنون كما زعموا، بأنهم أعلم الناس بأمره، وبأنه أعقل الناس وأكملهم.
4. رأى النبي صلّى الله عليه وسلّم جبريل عليه السلام في صورته الحقيقية، له ست مائة جناح بالأفق المبين، أي بمطلع الشمس من قبل المشرق، فهو مبين لأنه ترى الأشياء من جهته، وذلك ليتأكد ويطمئن بأنه ملك مقرب، لا شيطان رجيم.
5. أخبر الله تعالى عن نبيّه بأنه لا يضنّ بشيء من الغيب أي الوحي وخبر السماء على أحد، وإنما يقوم بتعليمه وتبليغه دون انتقاص شيء منه.[6]

## فضل السورة
- أخرج الإمام أحمد والترمذي والحاكم عن ابن عمر قال: قال رسول الله صلّى الله عليه وسلّم: «من سرّه أن ينظر إلى يوم القيامة، كأنه رأي عين، فليقرأ: إِذَا الشَّمْسُ كُوِّرَتْ وإِذَا السَّماءُ انْفَطَرَتْ وإِذَا السَّماءُ انْشَقَّتْ».
- روى الترمذي عن عن عكرمة البربري عن عبد الله بن عباس: «قالَ أبو بَكْرٍ رضيَ اللَّهُ عنهُ: يا رسولَ اللَّهِ قد شِبتَ، قالَ: شيَّبتني هودٌ، والواقعةُ، والمرسلاتُ، وعمَّ يتَسَاءَلُونَ، وإِذَا الشَّمْسُ كُوِّرَتْ».[7][8]

## وصلات خارجية
- سورة التكوير: تجويد-تفسير - موقع Altafsir.com